# Lăpușnic, Timiș
Lăpușnic este un sat în comuna Bara din județul Timiș, Banat, România.

## Legături externe

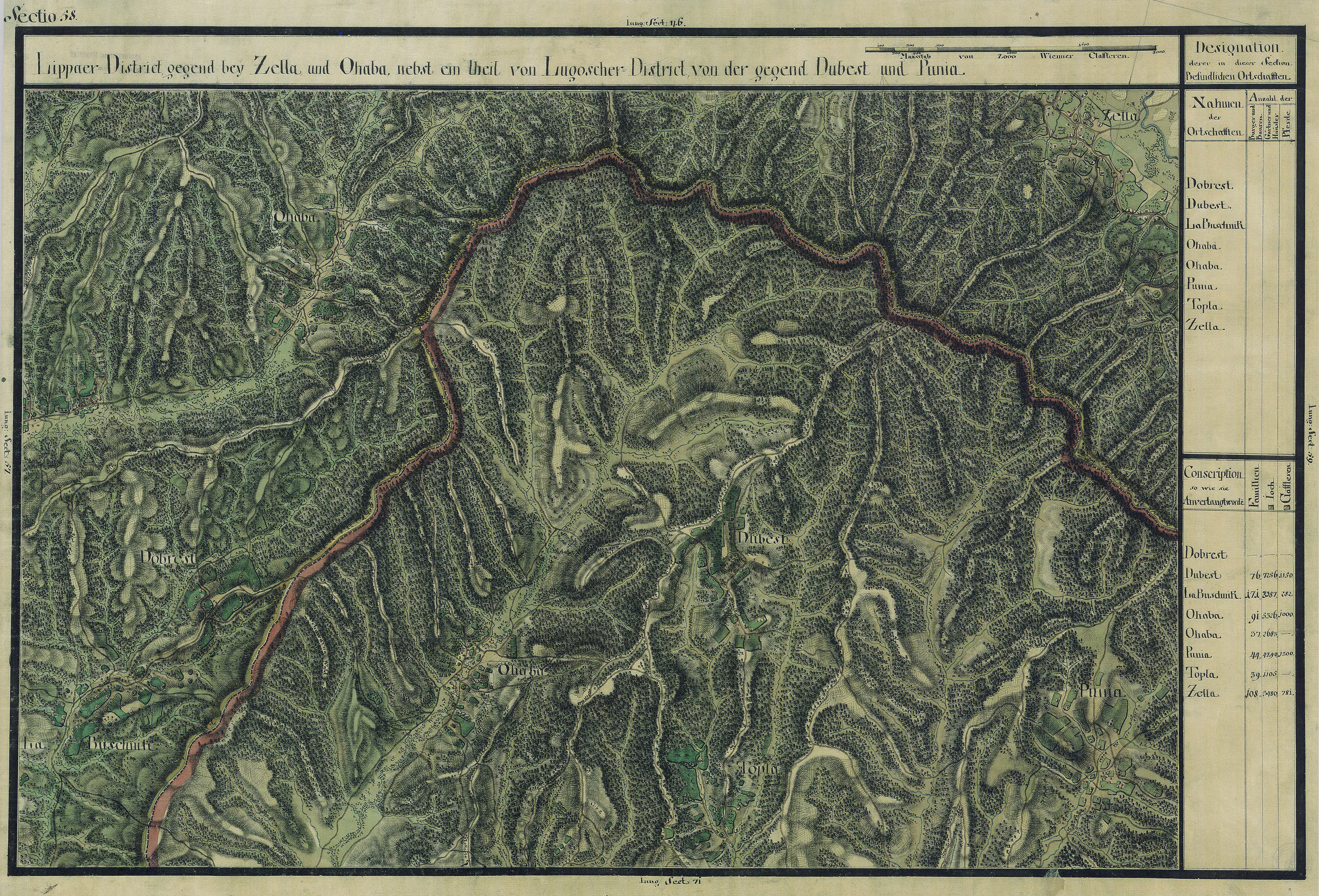
Lăpuşnic în Harta Iosefină a Banatului, 1769-72

## Imagini

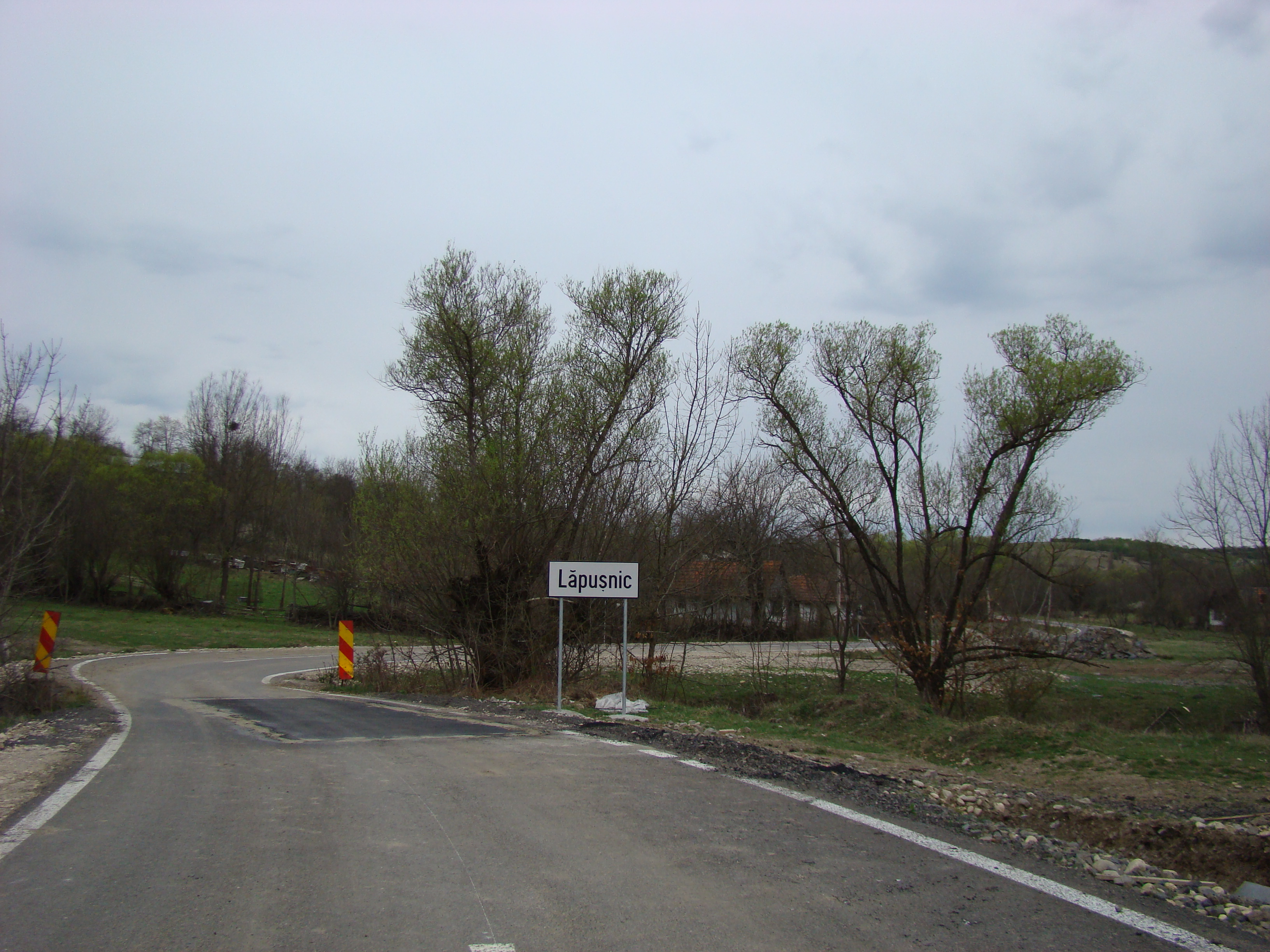
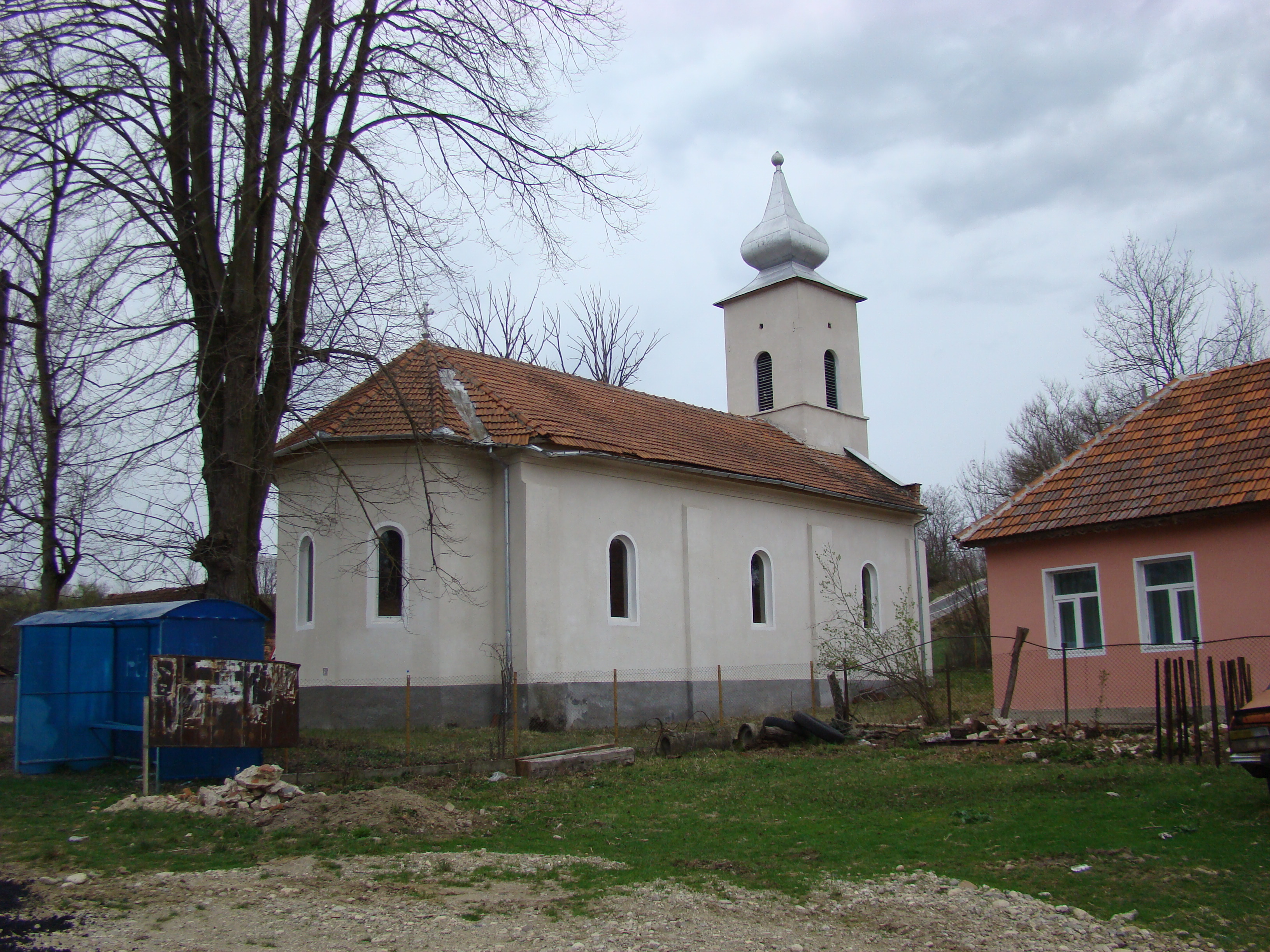
Biserica „Sfinții Arhangheli Mihail și Gavriil“